# 克雷格·麦克米伦
克雷格·道格拉斯·麦克米伦（英語：Craig Douglas McMillan，1976年9月13日—），新西兰男子板球运动员。他曾代表新西兰国家队参加1998年英联邦运动会板球比赛，获得一枚铜牌。